# Pseudopimelodidae
Pseudopimelodidae (Antennemeervallen) zijn een familie van straalvinnige vissen uit de orde van de meervalachtigen (Siluriformes).

## Geslachten
- Cephalosilurus Haseman, 1911
- Cruciglanis Ortega-Lara & Lehmann A., 2006
- Batrochoglanis Gill, 1858
- Lophiosilurus Steindachner, 1876
- Pseudopimelodus Bleeker, 1858
- Microglanis Eigenmann, 1912